# Oxydia bicolor
Oxydia bicolor là một loài bướm đêm trong họ Geometridae.